# Чемпионат России по плаванию на короткой воде 2015
Чемпионат России по плаванию на короткой воде 2015 прошёл с 8 по 12 ноября в Казани, Татарстан во Дворце водных видов спорта.
Чемпионат являлся квалификационным к чемпионату Европы в Нетании (Израиль), который прошёл 2 — 6 декабря. На него отобрались 38 пловцов.
В соревновании приняли участие около 500 спортсменов из 58 субъектов. Было установлено 2 взрослых и 13 юношеских рекордов России, 2 мировых рекорда среди юниоров.
Лучшие результаты по таблице очков FINA показали Вероника Попова (Санкт-Петербург) — 955 очков на дистанции 200 м вольным стилем — 1.52,86 и Олег Костин (Нижний Новгород) — 950 очков на дистанции 200 м брассом — 2.02,74.
В зачёте регионов победили спортмены команды Волгоградской области — 9 золотых, 4 серебряных и 4 бронзовых медалей. Второе место у Санкт-Петербурга — 7 золотых, 17 серебряных и 8 бронзовых медалей. Третье — у команды Москвы — 7 золотых, 7 серебряных и 9 бронзовых медалей.
Больше всех золотых медалей — по пять — завоевали Никита Коновалов (Волгоградская область) и Дарья К. Устинова (Свердловская область). Больше всех медалей выиграла Вероника Попова — 7 (4+3+0).

## Рекорды, установленные на чемпионате
Рекорды России
1. Виктория Андреева (Пензенская область) — 100 м комплексным — финал — 59,70.
2. Светлана Чимрова (Москва) — 100 м баттерфляем — финал — 56,87.

Юношеские рекорды мира
1. Антон Чупков (Москва) — 100 м брассом — финал — 57,61
2. Елизавета Пермякова (Иркутская область) — 50 м баттерфляем — полуфинал — 26,31
3. Елизавета Пермякова (Иркутская область) — 50 м баттерфляем — финал — 26,05

Юношеские рекорды России
1. Даниил Пахомов (Санкт-Петербург) — 100 м комплексным — полуфинал — 54,26
2. Даниил Пахомов (Санкт-Петербург) — 100 м баттерфляем — финал — 51,54
3. Даниил Пахомов (Санкт-Петербург) — 200 м баттерфляем — предварительный заплыв — 1.54,72
4. Даниил Пахомов (Санкт-Петербург) — 200 м баттерфляем — финал — 1.53,10
5. Антон Чупков (Москва) — 200 м брассом — финал — 2.03,57
6. Антон Чупков (Москва) — 100 м брассом — финал — 57,61
7. Арина Опёнышева (Красноярский край) — 400 м вольным стилем — финал — 4.03,08
8. Арина Опенышева (Красноярский край) — 200 м вольным стилем — финал — 1.56,12
9. Николай Снегирев (Москва) — 400 м вольным стилем — предварительный заплыв — 3.45,98
10. Николай Снегирев (Москва) — 400 м вольным стилем — финал — 3.44,51
11. Анастасия Кирпичникова (Свердловская область) — 800 м вольным стилем — финал — 8.20,17
12. Никита Бодров (Москва) — 50 м на спине — финал — 24,11
13. Роман Ларин (Пензенская область) — 200 м на спине — финал — 1.53,06[1].

## Призёры

### Мужчины
| Дисциплины                       | Золото | Золото   | Серебро | Серебро  | Бронза | Бронза   |
| -------------------------------- | --- | -------- | --- | -------- | --- | -------- |
| 50 м вольным стилем              | Евгений Седов Волгоградская область                                                                                          | 21.00    | Андрей Арбузов Красноярский край                                                                                                  | 21.53    | Александр Клюкин Новосибирская область                                                                                 | 21.57    |
| 100 м вольным стилем             | Сергей Фесиков ЯНАО — Пензенская область                                                                                     | 47.43    | Александр Клюкин Новосибирская область                                                                                            | 47.51    | Евгений Лагунов С.-Петербург — Архангельская обл.                                                                      | 47.69    |
| 200 м вольным стилем             | Александр Красных Татарстан                                                                                                  | 1:42.30  | Вячеслав Андрусенко Санкт-Петербург                                                                                               | 1:43.37  | Михаил Полищук Москва                                                                                                  | 1:43.60  |
| 400 м вольным стилем             | Александр Красных Татарстан                                                                                                  | 3:38.81  | Вячеслав Андрусенко Санкт-Петербург                                                                                               | 3:42.01  | Евгений Куликов Москва                                                                                                 | 3:44.32  |
| 1500 м вольным стилем            | Ярослав Потапов Волгоградская область                                                                                        | 15:01.32 | Сергей Стрельников Волгоградская область                                                                                          | 15:03.89 | Илья Дружинин Волгоградская область                                                                                    | 15:05.06 |
|                                  | |          | |          | |          |
| 50 м на спине                    | Андрей Шабасов Санкт-Петербург                                                                                               | 23.65    | Антон Бутымов Коми | 23.87    | Станислав Донец Ульяновская область                                                                                    | 23.89    |
| 100 м на спине                   | Никита Коновалов Волгоградская область                                                                                       | 50.47    | Станислав Донец Ульяновская область                                                                                               | 50.83    | Андрей Шабасов Санкт-Петербург                                                                                         | 50.91    |
| 200 м на спине                   | Андрей Шабасов Санкт-Петербург                                                                                               | 1:52.29  | Роман Ларин Пензенская область | 1:53.06  | Дмитрий Горбунов Москва                                                                                                | 1:53.34  |
|                                  | |          | |          | |          |
| 50 м брассом                     | Олег Костин Нижегородская область                                                                                            | 26.36    | Андрей Николаев Калужская область                                                                                                 | 26.53    | Кирилл Пригода Санкт-Петербург                                                                                         | 26.70    |
| 100 м брассом                    | Олег Костин Нижегородская область                                                                                            | 57.22    | Антон Чупков Москва | 57.61    | Вячеслав Синькевич Волгоградская область                                                                               | 57.65    |
| 200 м брассом                    | Олег Костин Нижегородская область                                                                                            | 2:02.74  | Антон Чупков Москва | 2:03.57  | Вячеслав Синькевич Волгоградская область                                                                               | 2:03.63  |
|                                  | |          | |          | |          |
| 50 м баттерфляем                 | Никита Коновалов Волгоградская область                                                                                       | 22.59    | Александр Попков Санкт-Петербург                                                                                                  | 23.00    | Кирилл Киселёв Санкт-Петербург                                                                                         | 23.29    |
| 100 м баттерфляем                | Никита Коновалов Волгоградская область                                                                                       | 50.02    | Александр Садовников Волгоградская область                                                                                        | 50.51    | Николай Скворцов Калужская область                                                                                     | 51.20    |
| 200 м баттерфляем                | Николай Скворцов Калужская область                                                                                           | 1:52.38  | Даниил Пахомов Санкт-Петербург | 1:53.10  | Александр Кудашев Самарская область                                                                                    | 1:53.89  |
|                                  | |          | |          | |          |
| 100 м комплексное плавание       | Сергей Фесиков ЯНАО — Пензенская область                                                                                     | 52.23    | Никита Королёв Татарстан | 53.34    | Вячеслав Прудников Санкт-Петербург                                                                                     | 53.66    |
| 200 м комплексное плавание       | Сергей Кашперский Москва | 1:55.71  | Даниил Пасынков Москва | 1:55.81  | Дмитрий Горбунов Москва                                                                                                | 1:55.90  |
| 400 м комплексное плавание       | Дмитрий Горбунов Москва | 4:05.65  | Николай Соколов Волгоградская область                                                                                             | 4:09.78  | Сергей Стрельников Волгоградская область                                                                               | 4:10.06  |
|                                  | |          | |          | |          |
| Эстафета 4×50 м вольным стилем   | Волгоградская область Никита Коновалов (21.30) Иван Кузьменко (22.03) Степан Сурков (21.99) Денис Долматов (22.09)           | 1:27.41  | Санкт-Петербург Александр Андреев (22.20) Георг Гутманн (22.02) Елисей Степанов (22.07) Андрей Савин (22.00)                      | 1:28.29  | Свердловская область Андрей Олейник (21.83) Ярослав Корниенко (22.65) Иван Калабурдин (22.14) Андрей Седов (22.33)     | 1:28.95  |
| Эстафета 4×100 м вольным стилем  | Санкт-Петербург Олег Тихобаев (47.82) Александр Попков (47.06) Евгений Айзетуллов (48.11) Евгений Лагунов (47.32)            | 3:10.31  | Волгоградская область Степан Сурков (48.34) Иван Кузьменко (48.23) Денис Долматов (48.66) Никита Коновалов (46.86)                | 3:12.09  | Москва Андрей Жилкин (48.50) Станислав Степанов (48.02) Артём Лобузов (48.36) Михаил Полищук (47.63)                   | 3:12.51  |
| Эстафета 4×200 м вольным стилем  | Москва Артём Лобузов (1:45.11) Михаил Довгалюк (1:46.08) Михаил Полищук (1:44.77) Дмитрий Ермаков (1:44.74)                  | 7:00.70  | Санкт-Петербург Александр Фёдоров (1:46.42) Александр Попков (1:45.65) Евгений Айзетуллов (1:46.36) Вячеслав Андрусенко (1:44.70) | 7:03.13  | Татарстан Эрнест Максумов (1:47.35) Эмиль Мухаметзянов (1:48.02) Сергей Хурсанов (1:51.08) Александр Красных (1:45.23) | 7:11.68  |
| Комбинированная эстафета 4×50 м  | Новосибирская область Дмитрий Лапшин (24.59) Сергей Гейбель (26.44) Даниил Марков (24.00) Александр Клюкин (20.96)           | 1:35.99  | Санкт-Петербург Роман Михайлов (24.83) Кирилл Пригода (26.52) Вячеслав Прудников (22.99) Георг Гутманн (21.70)                    | 1:36.04  | Хабаровский край Алексей Руденко (24.56) Игорь Головин (26.02) Игорь Попов (23.85) Алексей Рейнасте (22.11)            | 1:36.54  |
| Комбинированная эстафета 4×100 м | Волгоградская область Никита Коновалов (50.53) Вячеслав Синькевич (57.46) Александр Садовников (51.06) Степан Сурков (47.71) | 3:26.76  | Санкт-Петербург Андрей Шабасов (51.43) Кирилл Пригода (57.92) Даниил Пахомов (50.50) Евгений Лагунов (46.98)                      | 3:26.83  | Москва Никита Бодров (53.34) Антон Чупков (57.67) Даниил Пасынков (51.94) Станислав Степанов (47.95)                   | 3:30.90  |

### Женщины
| Дисциплины                       | Золото | Золото  | Серебро | Серебро | Бронза | Бронза  |
| -------------------------------- | --- | ------- | --- | ------- | --- | ------- |
| 50 м вольным стилем              | Наталья Ловцова Новосибирская область                                                                                                   | 24.30   | Розалия Насретдинова Москва                                                                                               | 24.32   | Дарья Карташова Санкт-Петербург                                                                                                 | 24.69   |
| 100 м вольным стилем             | Наталья Ловцова Новосибирская область                                                                                                   | 52.60   | Вероника Попова Санкт-Петербург                                                                                           | 52.64   | Маргарита Нестерова Белгородская область                                                                                        | 53.40   |
| 200 м вольным стилем             | Вероника Попова Санкт-Петербург | 1:52.86 | Виктория Андреева Пензенская область                                                                                      | 1:54.42 | Дарья Муллакаева Пермский край                                                                                                  | 1:55.51 |
| 400 м вольным стилем             | Арина Опёнышева Красноярский край | 4:03.08 | Дарья Муллакаева Пермский край                                                                                            | 4:03.92 | Анастасия Кирпичникова Свердловская область                                                                                     | 4:06.13 |
| 800 м вольным стилем             | Анастасия Кирпичникова Свердловская область                                                                                             | 8:20.17 | Анастасия Осипенко Красноярский край                                                                                      | 8:25.81 | Арина Опёнышева Красноярский край                                                                                               | 8:28.57 |
|                                  | |         | |         | |         |
| 50 м на спине                    | Дарья К. Устинова Свердловская область                                                                                                  | 27.20   | Полина Егорова Башкортостан                                                                                               | 27.22   | Анастасия Фесикова Пензенская область — ЯНАО                                                                                    | 27.30   |
| 100 м на спине                   | Дарья К. Устинова Свердловская область                                                                                                  | 57.77   | Ирина Приходько Татарстан                                                                                                 | 58.03   | Анастасия Фесикова Пензенская область — ЯНАО                                                                                    | 58.47   |
| 200 м на спине                   | Дарья К. Устинова Свердловская область                                                                                                  | 2:03.28 | Ирина Приходько Татарстан                                                                                                 | 2:04.76 | Екатерина Томашевская Ставропольский край                                                                                       | 2:05.21 |
|                                  | |         | |         | |         |
| 50 м брассом                     | Наталья Иванеева Волгоградская область                                                                                                  | 30.16   | Вера Калашникова Москва                                                                                                   | 30.90   | Мария Асташкина Пензенская область                                                                                              | 31.32   |
| 100 м брассом                    | Наталья Иванеева Волгоградская область                                                                                                  | 1:05.82 | Мария Асташкина Пензенская область                                                                                        | 1:06.12 | Дарья Чикунова Санкт-Петербург                                                                                                  | 1:06.63 |
| 200 м брассом                    | Мария Асташкина Пензенская область | 2:20.18 | Софья Андреева Санкт-Петербург                                                                                            | 2:22.45 | Мария Темникова Санкт-Петербург                                                                                                 | 2:22.53 |
|                                  | |         | |         | |         |
| 50 м баттерфляем                 | Алина Кашинская Свердловская область | 25.88   | Дарья Цветкова Алтайский край                                                                                             | 25.97   | Наталья Ловцова Новосибирская область                                                                                           | 26.03   |
| 100 м баттерфляем                | Светлана Чимрова Москва | 56.87   | Екатерина Шапаникова Санкт-Петербург                                                                                      | 57.16   | Алина Кашинская Свердловская область                                                                                            | 58.24   |
| 200 м баттерфляем                | Светлана Чимрова Москва | 2:08.24 | Анастасия Гуженкова Самарская область                                                                                     | 2:10.12 | Мария Арсеньева Самарская область                                                                                               | 2:10.75 |
|                                  | |         | |         | |         |
| 100 м комплексное плавание       | Виктория Андреева Пензенская область | 59.70   | Дарья Карташова Санкт-Петербург                                                                                           | 1:00.39 | Ирина Шваева Санкт-Петербург | 1:00.70 |
| 200 м комплексное плавание       | Виктория Андреева Пензенская область | 2:08.34 | Ирина Шваева Санкт-Петербург                                                                                              | 2:10.95 | Анастасия Осипенко Красноярский край                                                                                            | 2:12.22 |
| 400 м комплексное плавание       | Кристина Вершинина ХМАО — Югра | 4:41.68 | Виктория Малютина Пензенская область                                                                                      | 4:41.88 | Диана Шелудченко Ростовская область                                                                                             | 4:44.58 |
|                                  | |         | |         | |         |
| Эстафета 4×50 м вольным стилем   | Санкт-Петербург Вероника Попова (24.63) Дарья С. Устинова (24.77) Дарья Карташова (24.65) Светлана Княгинина (24.91)                    | 1:38.96 | Москва Екатерина Кудинова (25.23) Елена Соколова (25.08) Валерия Колотушкина (25.34) Катарина Милутинович (25.44)         | 1:41.09 | Татарстан Валерия Дудина (26.13) Олеся Корчагина (25.48) Алина Шейко (26.50) Елизавета Базарова (24.64)                         | 1:42.75 |
| Эстафета 4×100 м вольным стилем  | Санкт-Петербург Дарья С. Устинова (53.95) Вероника Попова (52.73) Дарья Карташова (53.56) Ксения Козюк (55.56)                          | 3:35.80 | Москва Екатерина Кудинова (54.93) Валерия Колотушкина (55.04) Елена Соколова (53.89) Розалия Насретдинова (54.52)         | 3:38.82 | Свердловская область Полина Лапшина (54.50) Дарья К. Устинова (54.50) Анастасия Кирпичникова (54.82) Валерия Саламатина (55.71) | 3:39.53 |
| Эстафета 4×200 м вольным стилем  | Свердловская область Валерия Саламатина (1:56.57) Полина Лапшина (2:00.00) Анастасия Кирпичникова (1:56.92) Дарья К. Устинова (1:56.43) | 7:49.92 | Санкт-Петербург Вероника Попова (1:53.90) Дарья С. Устинова (1:57.48) Ирина Шваева (1:59.43) Ксения Козюк (2:00.52)       | 7:51.33 | Москва Алина Дёмкина (1:58.46) Наталья Тарасова (1:01.79) Елена Соколова (1:55.83) Валерия Колотушкина (2:00.42)                | 7:56.50 |
| Комбинированная эстафета 4×50 м  | Москва Надежда Винюкова (27.40) Вера Калашникова (30.54) Светлана Чимрова (25.52) Екатерина Кудинова (24.95)                            | 1:48.41 | Санкт-Петербург Екатерина Андреева (27.97) Мария Темникова (30.64) Екатерина Шапаникова (26.25) Дарья С. Устинова (24.64) | 1:49.50 | Свердловская область Полина Лапшина (27.74) Анна Белоусова (31.29) Алина Кашинская (25.74) Анастасия Кирпичникова (25.34)       | 1:50.11 |
| Комбинированная эстафета 4×100 м | Свердловская область Дарья К. Устинова (58.22) Анна Белоусова (1:06.97) Алина Кашинская (58.49) Полина Лапшина (54.07)                  | 3:57.75 | Санкт-Петербург Валерия Егорова (59.80) Дарья Чикунова (1:07.19) Екатерина Шапаникова (58.36) Вероника Попова (52.41)     | 3:57.76 | Москва Надежда Винюкова (1:00.08) Вера Калашникова (1:07.48) Светлана Чимрова (57.49) Елена Соколова (53.02)                    | 3:58.07 |

### Смешанные дисциплины
| Дисциплины                      | Золото | Золото  | Серебро | Серебро | Бронза | Бронза  |
| ------------------------------- | --- | ------- | --- | ------- | --- | ------- |
| Эстафета 4×50 м вольным стилем  | Санкт-Петербург Евгений Лагунов (21.73) Олег Тихобаев (21.27) Дарья С. Устинова (24.32) Вероника Попова (24.48) | 1:31.80 | Новосибирская область Александр Клюкин (21.75) Григорий Вакаренцев (22.07) Наталья Ловцова (24.47) Арина Суркова (24.47) | 1:32.76 | Москва Андрей Жилкин (22.29) Михаил Полищук (21.45) Елена Соколова (24.93) Розалия Насретдинова (24.30)           | 1:32.97 |
| Комбинированная эстафета 4×50 м | Москва Никита Бодров (24.19) Антон Чупков (26.49) Светлана Чимрова (25.42) Розалия Насретдинова (23.98)         | 1:40.05 | Санкт-Петербург Андрей Шабасов (24.03) Кирилл Пригода (26.36) Екатерина Шапаникова (25.86) Дарья С. Устинова (24.19)     | 1:40.44 | Новосибирская область Дмитрий Лапшин (24.59) Сергей Гейбель (26.23) Наталья Ловцова (26.14) Арина Суркова (24.54) | 1:41.50 |